# Petar Pismestrović
Petar Pismestrović (Srijemska Mitrovica, 3. svibnja 1951.) hrvatski je karikaturist. 

## Životopis
Nakon mature u Zagrebu upisuje Fakultet političkih znanosti, a od 1970. radi kao profesionalni karikaturist. Jedan je od utemeljitelja Hrvatskoga društva karikaturista (HDK). Surađuje s više od 40 različitih tjednika i dnevnih listova, organizira 25 samostalnih izložbi te sudjeluje na mnogobrojnim svjetskim i domaćim festivalima karikatura. Pismestrović živi u Austriji i radi za "Kleine Zeitung". Od 1996. godine je austrijski državljanin.

## Nagrade
Među mnogobrojnim nagradama zapaženije su one iz Tolentina i Ankone (Italija), Zagreba (Hrvatska), Beograda (Srbija), Deve (Rumunjska), Seula (Južna Koreja), Istanbula (Turska) kao i "Exellence Prize" iz Tokija (Japan).

## Izložbe
- Köflach (2007.)
- Klagenfurt (1992., 2000., 2002.),
- Feldkirchen (1994.),
- Ferndorf (1997.),
- Tainach (1998.).

## Izdanja
Njegove karikature objavljuju se u različitim knjigama, između ostalih; "The Finest International Cartoons Of Our Time" (USA), " Politik fur das Dritte Jahrtausend " -  knjiga izdana povodom 60. rođendana Aloisa Mocka, "Hohles Haus" - knjiga citata sa sjednica austrijskoga parlamenta u posljednjih deset godina. Pored toga Pismestrović radi ilustracije za knjige, plakate, omotnice kao i maskote. 
Vlastite knjige: 
- "Partija pokera" Zagreb (1991.)
- "Pismestrovic - karikature" Klagenfurt (2000.)

## Vanjske poveznice
- Internetske stranice www.pismestrovic.com  Arhivirana inačica izvorne stranice od 30. travnja 2009. (Wayback Machine)